# Municipio de Richland (condado de Dickinson)
El municipio de Richland (en inglés: Richland Township) es un municipio ubicado en el condado de Dickinson en el estado estadounidense de Iowa. En el año 2010 tenía una población de 203 habitantes y una densidad poblacional de 2,15 personas por km².

## Geografía
El municipio de Richland se encuentra ubicado en las coordenadas 43°23′22″N 94°58′12″O / 43.38944, -94.97000. Según la Oficina del Censo de los Estados Unidos, el municipio tiene una superficie total de 94.22 km², de la cual 93,52 km² corresponden a tierra firme y (0,74 %) 0,7 km² es agua.

## Demografía
Según el censo de 2010, había 203 personas residiendo en el municipio de Richland. La densidad de población era de 2,15 hab./km². De los 203 habitantes, el municipio de Richland estaba compuesto por el 96,06 % blancos, el 3,45 % eran asiáticos y el 0,49 % eran de una mezcla de razas. Del total de la población el 0,49 % eran hispanos o latinos de cualquier raza.